# Plena Manlibro de Esperanta Gramatiko
Das Plena Manlibro de Esperanta Gramatiko (PMEG, Esperanto für: Vollständiges Handbuch der Esperanto-Grammatik) ist ein Buch mit dem Ziel, die Grammatik der Plansprache Esperanto auf leicht verständliche Weise zu erklären. Es wurde hauptsächlich von Bertilo Wennergren verfasst und richtet sich an Esperantisten, die sich mit Grammatik, Wortbildung, Schrift und Aussprache dieser Sprache befassen möchten.
Um die Verständlichkeit zu erleichtern, wird in dem Werk auf traditionelle grammatische Ausdrücke verzichtet, statt substantivo (Substantiv) heißt es etwa O-vorto, statt prepozicio (Präposition) rolvorteto. Die neuartigen Bezeichnungen eignen sich besser zur Beschreibung des Esperanto. So etwa wären tiu, ambaŭ und ties nach der traditionellen Terminologie Adjektive, verhalten sich jedoch anders als Adjektive auf -a, die Bezeichnung A-vorto hingegen fasst Wörter zusammen, die sich ähnlich verhalten.
Das PMEG ist vor allem ein praktisches Lernmittel, keine theoretische Beschreibung für Linguisten, anders als die Plena Analiza Gramatiko, die bis zur Veröffentlichung des PMEG als die größte wissenschaftliche Abhandlung zum Esperanto galt.
Von 1995 bis 2006 existierte das PMEG nur im Internet, seit 2006 ist es auch in Buchform erhältlich, herausgegeben von Esperanto-USA.
Für den Inhalt allein verantwortlich ist Wennergren, bei der Erstellung wirkten allerdings viele andere Personen mit.